# Pāvels Seničevs
Pāvels Seničevs, född 10 juni 1924 i Novgorod, död 19 maj 1997 i Kohtla-Järve, var en sovjetisk sportskytt.
Han blev olympisk silvermedaljör i trap vid sommarspelen 1964 i Tokyo.